# 山吹駅
山吹駅（やまぶきえき）は、長野県下伊那郡高森町山吹にある、東海旅客鉄道（JR東海）飯田線の駅である。

## 歴史
- 1923年（大正12年）
  - 1月15日：伊那電気鉄道伊那大島駅 - 当駅間延伸時に終着駅（一般駅）として開設[1][2]。当時の行政区画は長野県下伊那郡山吹村である。
  - 3月13日：伊那電気鉄道が市田駅まで延伸、途中駅となる[2]。
- 1943年（昭和18年）8月1日：伊那電気鉄道線が飯田線の一部として国有化、鉄道省（後の日本国有鉄道）の駅となる[3]。
- 1957年（昭和32年）7月1日：当駅の所在していた山吹村が市田村と合併、現在の高森町となる。
- 1971年（昭和46年）12月1日：貨物・荷物扱い廃止（旅客駅化）[4]。
- 1983年（昭和58年）2月24日：無人駅化[5]。構内踏切を下平駅側から伊那大島駅側へ移転。
- 1987年（昭和62年）4月1日：国鉄分割民営化に伴い、JR東海の駅となる[6]。
- 2008年（平成20年）
  - 1月27日：上りホーム撤去、棒線駅化。
  - 12月9日：新駅舎（簡易型待合室）使用開始[1]。

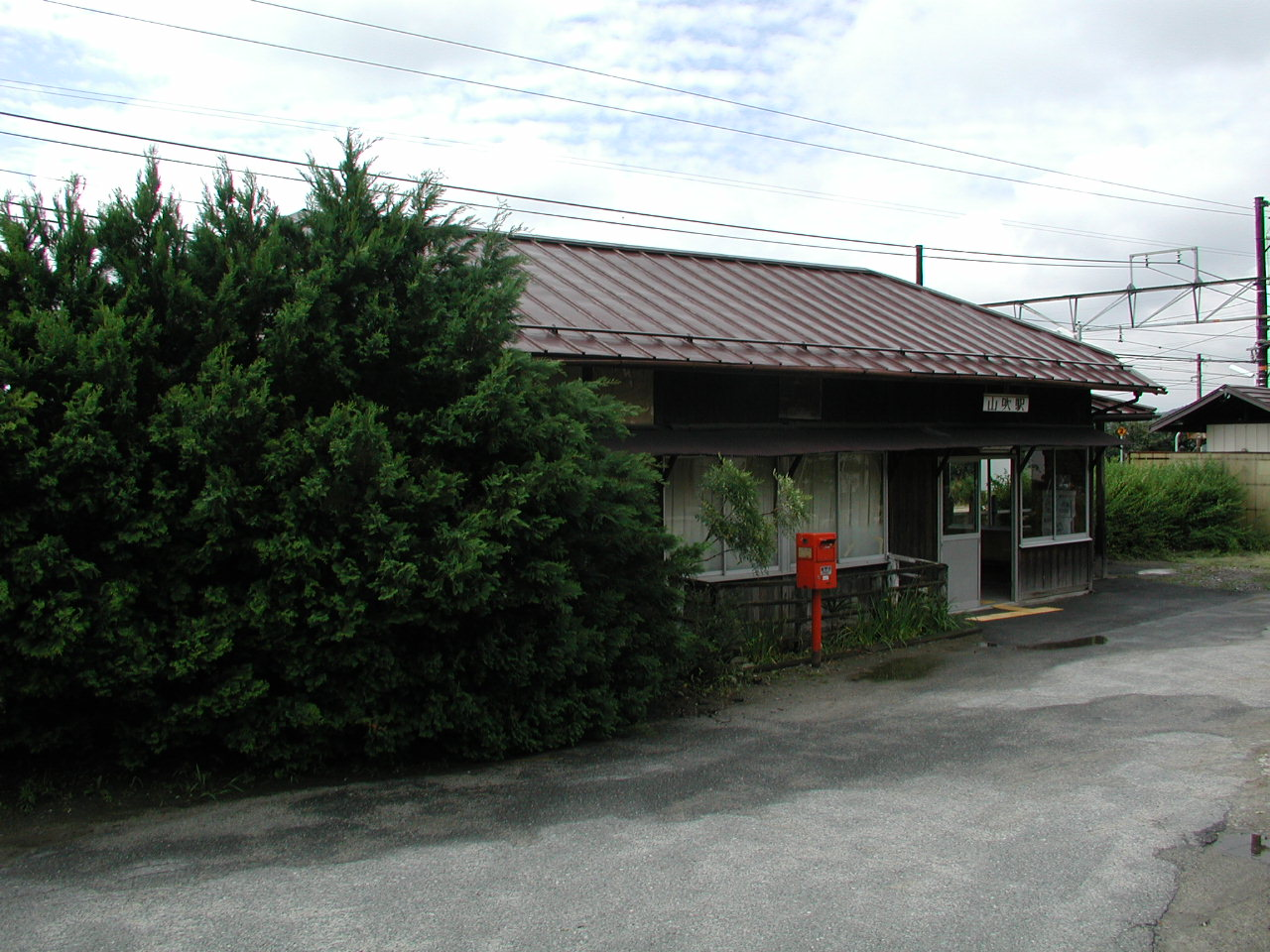
旧駅舎（2001年9月）

## 駅構造
単式ホーム1面1線を有する地上駅。かつては相対式ホーム2面2線であり、伊那大島側に両ホームを結ぶ構内踏切があった。飯田駅管理の無人駅だがホーム上に駅舎（簡易型待合室）がある。
下りホームには駅名にちなんでヤマブキが植えられている。

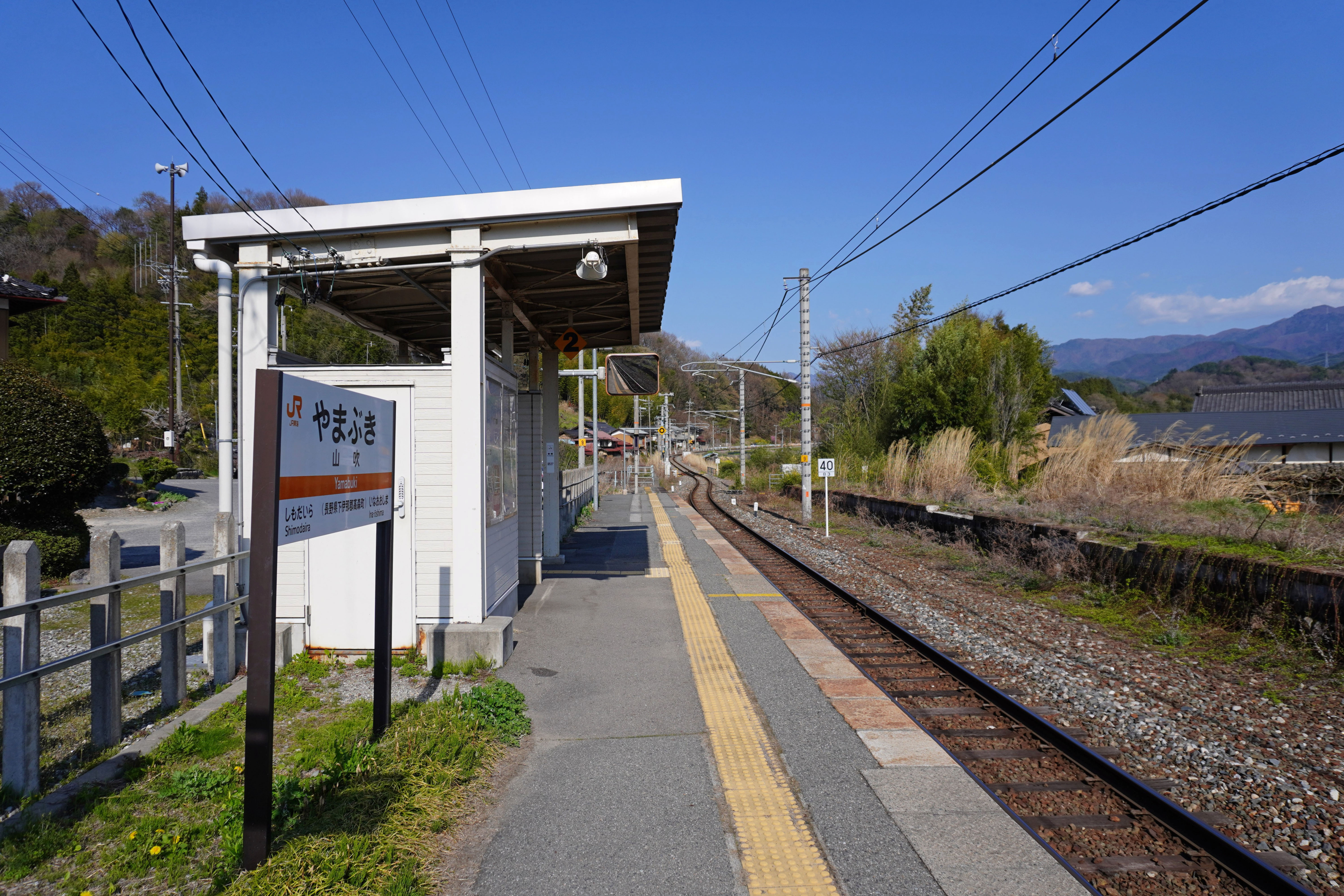
ホーム（2023年4月）
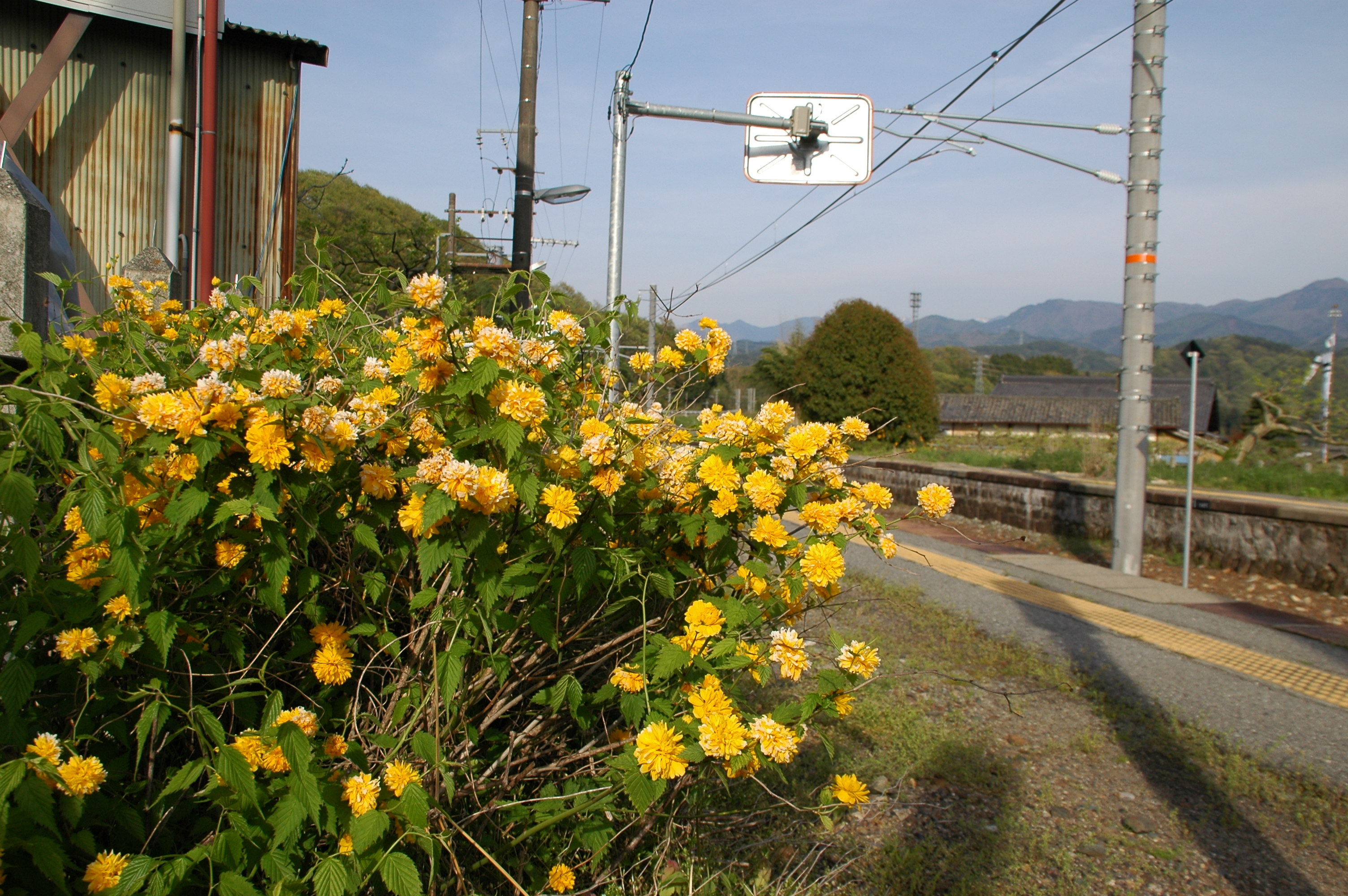
ホームに咲くヤマブキ（2010年5月）

## 利用状況
「長野県統計書」によると、1日平均乗車人員は以下の通り。
- 2007年度 - 75人[1]
- 2009年度 - 74人[1]
- 2010年度 - 83人
- 2011年度 - 68人
- 2012年度 - 77人
- 2013年度 - 86人
- 2014年度 - 80人
- 2015年度 - 78人
- 2016年度 - 75人[7]
- 2017年度 - 68人[8]
- 2018年度 - 67人[9]

## 駅周辺

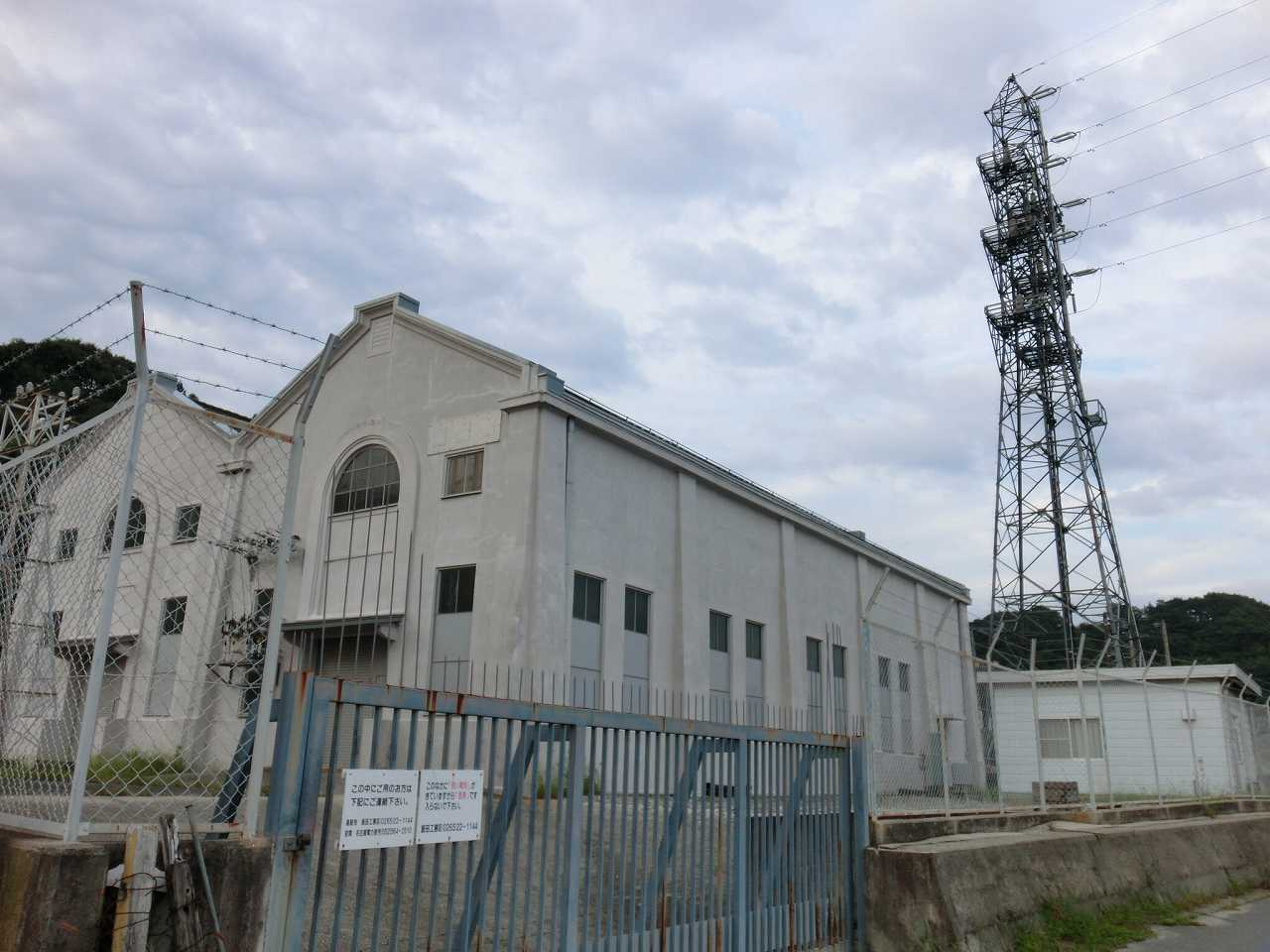
山吹変電所

- 台城公園[1]
- 国道153号
- 山吹変電所
- 飯田広域消防本部高森消防署

## 隣の駅
東海旅客鉄道（JR東海）
CD 飯田線
■快速「みすず」
通過
■普通
下平駅 - 山吹駅 - 伊那大島駅